# Abuso sexual infantil no Reino Unido

Um pôster da Polícia de West Midlands tentando informar as crianças sobre como responder ao abuso sexual online

O abuso sexual infantil no Reino Unido foi relatado no país ao longo de sua história. Em cerca de 90% dos casos o agressor é uma pessoa conhecida da criança. No entanto, casos durante a segunda metade do século XX, envolvendo instituições religiosas, escolas, artistas populares, políticos, militares e outros funcionários, foram revelados e amplamente divulgados desde o início do século XXI. Casos de abuso sexual infantil em várias cidades do Reino Unido também atraíram atenção considerável.
Em 2012, a celebridade Jimmy Savile foi postumamente identificado como tendo sido um abusador sexual infantil  nas últimas seis décadas. Investigações subsequentes, incluindo as da Operação Yewtree, levaram à condenação de vários "nomes familiares" proeminentes na mídia, alegações contra políticos proeminentes e pedidos de um inquérito público para estabelecer o que era conhecido pelos responsáveis pelas instituições onde o abuso havia sido cometido ocorreu. Um Inquérito Independente sobre Abuso Sexual Infantil foi anunciado pela secretária do Interior britânica, Theresa May, em julho de 2014, para examinar como as instituições do país têm lidado com seu dever de proteger as crianças do abuso sexual.

## Categorias de abuso sexual infantil
O Comando de Exploração Infantil e Proteção Online identifica quatro grandes categorias de abuso sexual infantil no Reino Unido, que descrevem como as quatro "ameaças principais" às crianças.
A proliferação de imagens indecentes de crianças – particularmente a produção de imagens paradas, em movimento e ao vivo de imagens de abuso infantil. A transmissão ao vivo de abuso de crianças de terceiro mundo para consumo por pedófilos do Reino Unido está aumentando. Os perpetradores estão sendo cada vez mais encontrados e levados à justiça. Rastrear e proteger as vítimas infantis de países de terceiro mundo são mais difíceis. Há pedidos de melhor financiamento para a Agência Nacional do Crime para que esses crimes possam ser mais facilmente prevenidos.

Abuso sexual transnacional de crianças – incluindo cidadãos britânicos transitórios e residentes e cidadãos britânicos que cometem crimes sexuais no exterior.
Entre em contato com o abuso sexual infantil – particularmente a ameaça representada pela exploração sexual infantil associada ao crime organizado e os riscos em torno de crianças desaparecidas. Dentro desta categoria existem vários tipos fáceis de se perceber.
Em primeiro lugar, entre em contato com o "abuso sexual infantil" por criminosos solitários.
Em segundo lugar, entre em contato com o "abuso sexual infantil" por criminosos de grupo e delinquentes associados a gangues de rua, dos quais existem dois tipos.
- Tipo 1: Grupo ofensivo visando a vulnerabilidade da vítima. Isso inclui gangues de aliciamento de rua.
- Tipo 2: Ofensa em grupo como resultado de um interesse sexual específico em crianças. Este grupo tem um interesse sexual de longa data em crianças com alguns tendo uma sinergia com o que foi descrito como um "anel" pedófilo.[6]

## Estatísticas
O verdadeiro número de delitos permanece duvidoso, geralmente assumido como maior, devido a casos esperados de abuso infantil não relatados. Cerca de 90% das crianças abusadas sexualmente foram abusadas por pessoas que conheciam, e cerca de uma em cada três crianças abusadas não contou a ninguém sobre tal. A grande maioria dos criminosos sexuais infantis na Inglaterra e no País de Gales são homens, com os homens representando 98% de todos os réus em 2015/16, e brancos, com os brancos representando 85% dos criminosos sexuais infantis condenados e 86% da população geral em 2011 . Os asiáticos representam 8% da população geral da Inglaterra e País de Gales desde 2011. Uma análise de 2011 pelo Comando de Exploração Infantil e Proteção Online de 940 possíveis infratores relatados por "aliciamento de rua e exploração sexual infantil" descobriu que 38% eram brancos, 36% eram asiáticos, enquanto 32% eram de etnia desconhecida.
- Inglaterra : Em 2016–17, houve 43.522 crimes sexuais registrados contra crianças menores de 16 anos e mais 11.324 crimes contra jovens com mais de 16 anos e menores de 18 anos. A polícia registrou 6.009 estupros de menores de 13 anos e 6.299 estupros de menores de 16 anos.[9]
- País de Gales : Em 2016–17, houve 2.845 crimes sexuais registrados contra crianças menores de 16 anos. A polícia registrou 446 estupros de menores de 13 anos e 340 estupros de menores de 16 anos.[9]
- Escócia : Em 2016-17, foram registrados 4.097 crimes sexuais contra crianças menores de 16 anos. A polícia registrou 196 estupros e tentativas de estupro de crianças de 13 a 15 anos e 161 estupros e tentativas de estupro de crianças menores de 13 anos.[9]
- Irlanda do Norte : Em 2016–17, houve 1.875 crimes sexuais registrados contra crianças e jovens menores de 18 anos. A polícia registrou 360 estupros e tentativas de estupro de crianças e jovens com menos de 18 anos.[9]

## Incidentes notáveis
- Caso Eliza Armstrong - um escândalo de abuso sexual infantil no final do século 19 que levou à aprovação da Lei de Emenda à Lei Criminal de 1885, que elevou a idade de consentimento de 13 para 16.
- Escândalo de abuso sexual no futebol do Reino Unido - começou em novembro de 2016, quando ex-jogadores profissionais abriram mão de seus direitos ao anonimato e falaram publicamente sobre abusos cometidos por ex-treinadores de futebol nas décadas de 1970, 1980 e 1990. As alegações iniciais centraram-se em Crewe Alexandra e Manchester City .
- Escândalo de abuso infantil no norte do País de Gales - Escândalo levando a uma investigação de três anos e £ 13 milhões sobre o abuso físico e sexual de crianças em casas de repouso nos condados de Clwyd e Gwynedd, no norte do País de Gales, incluindo o orfanato Bryn Estyn em Wrexham, entre 1974 e 1990.
- Escândalo de abuso sexual de Jimmy Savile . Veja também Operação Yewtree, a investigação policial sobre abuso por Savile e outros.
- Kincora Boys' Home - o escândalo chamou a atenção do público pela primeira vez em 24 de janeiro de 1980, depois que uma reportagem no Irish Independent o intitulou como "Sex Racket at Children's Home".
- Caso de abuso infantil de Plymouth - rede de pedofilia envolvendo pelo menos cinco adultos de diferentes partes da Inglaterra.
- Escândalo de exploração sexual infantil de Rotherham - exploração infantil generalizada em Rotherham, South Yorkshire, Inglaterra, entre 1997 e 2013, estimada em pelo menos 1.400 crianças que foram submetidas a exploração sexual 'terrível' por gangues de homens, muitos de origem paquistanesa .[10][11]
- Gangue de tráfico sexual de Rochdale . Veja também Operação Doublet, uma investigação em andamento pela Polícia da Grande Manchester .
- Casas de repouso de Nottingham[12]
- Asilos para crianças de Manchester[13]
- Asilos para crianças de Islington[14]
- Anel de abuso sexual infantil de Telford[15]
- Anel de abuso sexual infantil de Oxford[16]
- Anel de abuso sexual infantil de Banbury[17]
- Anel de abuso sexual infantil Derby[18]
- Anel de abuso sexual infantil de Bristol[19]
- Anel de abuso sexual infantil de Newcastle[20]
- Anel de abuso sexual infantil Halifax[21]
- Caso de abuso sexual de Peterborough[22]
- Rede de pedofilia Berkhamsted - Uma gangue liderada de Berkhamsted em Hertfordshire que foi interrompida em 2016.
- anel de abuso sexual de Norwich
- Operação Voicer - Uma investigação policial bem-sucedida sobre abuso sexual de bebês e crianças em toda a Inglaterra.
- Culto sexual Kidwelly
- Escola Kesgrave Hall
- Centro de Detenção de Medomsley – Uma prisão juvenil nas décadas de 1960, 1970 e 1980, onde mais de 1.800 ex-detentos foram submetidos a sérios abusos sexuais e físicos por guardas prisionais.
- Dossiê de pedófilos de Westminster - Um dossiê sobre pedófilos supostamente associados ao governo britânico
- Anel de abuso sexual infantil em Manchester
- Assassinato de Alesha MacPhail
- Caso de abuso sexual paterno em South Wales 2019
- Formas dos Caçadores Hebephile do Noroeste[23]
- Lar de crianças de Beechwood – Um lar de idosos onde 136 ex-residentes relataram ter sido abusados sexualmente, o que a polícia acredita ser “a pequena ponta de um iceberg muito grande”.
- lar infantil Amberdale
- culto de banho de Birmingham

## Infratores notáveis
Esta é uma lista incompleta de personalidades britânicas notáveis que foram condenadas por abuso sexual infantil. Não inclui pessoas notáveis, como Jimmy Savile e Cyril Smith, que foram acusados publicamente de abuso após suas mortes, mas nunca processados.
- Russell Bishop (1966–) - Um molestador infantil, assassino e sequestrador. Preso e condenado em 1990[24] e novamente em 2018. Irá cumprir duas penas perpétuas.[25]
- Ronald Castree (1953–) - Abusou sexualmente, raptou, esfaqueou até a morte uma garota 11 anos.
- Castree foi condenado à prisão perpétua, com um termo mínimo de 30 anos.[26]
- Max Clifford (1943–2017) - Líder publicitário,  culpado em abril de 2014 por oito agressões sexuais à quatro meninas e mulheres de 14 a 19 anos,[27] e condenado a oito anos de prisão.[28][29]
- Sidney Cooke (1927–) - Apelidado pelo  The Guardian como "o mais notório pedófilo da Grã-Bretanha".[30]
- Chris Denning (1941–) - disc jockey britânico. Ele foi preso várias vezes, por indecência em 1974 no Old Bailey, 18 meses em 1985, três anos em 1988, três meses em 1996, quatro anos em uma prisão checa em 1998 e cinco anos em 2008. Denning os considerava "injustos".[31]
- Matthew Falder (1989–) - Falder foi rotulado como um dos criminosos mais prolíficos e depravados que a National Crime Agency (NCA) já havia encontrado. Falder chantageou e coagiu suas vítimas online para que se depravassem e se degradassem e, em seguida, usou as imagens para aumentar seu perfil em sites pedófilos na dark web. Falder foi condenado em fevereiro de 2018 e condenado a 32 anos de prisão.[32]
- Gary Glitter (1944–) -Considerado por alguns como o pai do glam rock, Glitter é também um dos mais infames criminosos sexuais da indústria do entretenimento britânica. Sua carreira acabou em novembro de 1999, quando ele foi preso por quatro meses depois de admitir a uma coleção de 4.000 fotografias brutais de crianças sendo abusadas.[33] In Março 2006, ele foi preso novamente, desta vez no Vietnã, por abusar sexualmente de duas garotas. Ele cumpriu quase três anos de prisão.[34] Em outubro de 2012, ele foi a primeira pessoa a ser presar sob a Operation Yewtree - a investigação que ocorreu após o esquema de Jimmy Savile.[35] Isso o levou à sua condenação e prisão novamente no Reino Unido por um total de 16 anos por abuso sexual de três meninas entre 1975 e 1980.[36]
- Rolf Harris (1930–) - Artista australiano de base britânica. Em 2013, Harris foi preso como parte da Operação Yewtree e acusado de 12 acusações de agressão indecente e 4 acusações de fazer imagens indecentes de uma criança. Em 30 de junho de 2014, Harris foi considerado culpado em todas as 12 acusações de agressão sexuais e em 4 de julho de 2014 foi condenado a 5 anos e 9 meses de prisão por um mínimo de 2 anos e 10 meses.[37][38]
- Stuart Hall (1929— ) - Apresentador de rádio e televisão no Noroeste da Inglaterra e nacionalmente, que apresentou It's a Knockout e Jeux Sans Frontières  e mais tarde relatou partidas de futebol na rádio BBC. Ele se declarou culpado em abril de 2013 por ter agredido sexualmente 13 meninas, com idade entre 9 e 17 anos, entre 1967 e 1986,[39] e foi condenado a 30 meses de prisão.[40] Em maio de 2014, ele foi considerado culpado por mais duas acusações e foi condenado a mais 30 meses de prisão.
- Antoni Imiela (1954–2018) - Desde março de 2012, ele está cumprindo 12 anos de prisão.
- Jonathan King (1944–) - Cantor e compositor inglês, empresário. Ele foi condenado e preso em 2001 por abuso sexual contra meninos na década de 1980. King foi posteriormente negado o recurso duas vezes em condenação e sentença, foi libertado em liberdade condicional em 2005, e continua a sustentar que ele foi condenado injustamente.[41]
- Chris Langham (1949-) - Escritor, ator e comediante inglês. Em 2 de agosto de 2007, Langham foi considerado culpado de 15 acusações de baixar e possuir imagens e vídeos de abuso sexual infantil de nível 5. Langham foi preso por 10 meses, reduzido para 6 meses em recurso. Ele foi obrigado a assinar o registro dos agressores sexuais e foi proibido de trabalhar com crianças por 10 anos.
- William Mayne (1928–2010) - Autor de mais de 130 livros. Em 2004 foi preso durante dois anos e meio.
- Graham Ovenden (1943–) -Artista conhecido. Em abril de 2013, considerado culpado de abuso sexual infantil, preso por 2 anos em outubro de 2013.
- Geoffrey Prime (1938–) - Ex-espião britânico, condenado por abuso sexual, durante a década de 1980.
- Peter Righton (1926–2007) - Membro fundador da Paedophile Information Exchange. Considerado culpado em 1992 por posse de pornografia infantil obscena. Mencionado em Tom Watson MP 2012 Pergunta Parlamentar a David Cameron.
- Fred Talbot (1949–) - Ex-apresentador de televisão, mais conhecido por seu papel como meteorologista no programa This Morning da ITV. Em março de 2015, ele foi condenado a cinco anos de prisão, tendo sido considerado culpado de agressão sexual contra dois adolescentes na Altrincham Grammar School for Boys, onde ele havia ensinado na década de 1970. Talbot também recebeu mais quatro anos em junho de 2017 por delitos cometidos na Escócia nos anos 1970 e início dos anos 1980. e oito meses no final de novembro de 2017 por abuso sexual a um garoto com mais de 16 anos em 7 de junho de 1980.
- Ray Teret (1941–2021) - Ex-dj da Radio Caroline e amigo de Jimmy Savile, ele foi condenado em 2014 por sete acusações de estupro e 11 acusações de agressão sexual durante as décadas de 1960 e 1970 contra meninas com apenas 12 anos de idade. Foi preso por 25 anos.
- Ian Watkins (1977–) - Membro fundador e vocalista da banda de rock Lostprophets. Em novembro de 2013, Watkins se declarou culpado de 13 acusações, incluindo a tentativa de estupro e abuso sexual de uma criança menor de 13 anos. Ele foi posteriormente preso por 29 anos e foi condenado a cumprir mais seis anos em licença estendida após a conclusão de sua sentença.[42]
- David Wilson - prolífico agressor sexual que vive em King’s Lynn, Norfolk caçava suas vítimas on-line. Ele admitiu pelo menos 96 crimes sexuais. Ele foi preso por 25 anos, 30 anos depois. Seus crimes foram cometidos entre maio de 2016 e dezembro de 2020.

## Prevenção de abuso sexual
Várias organizações no Reino Unido trabalham com o objetivo de prevenir o abuso sexual. Estes incluem a Sociedade Nacional para a Prevenção da Crueldade contra Crianças e a Fundação Lucy Faithful. Tradicionalmente, as iniciativas de prevenção envolvem o fornecimento de informações a crianças e pais sobre abuso sexual e como preveni-lo. Outras formas de prevenção envolvem atividades de interrupção em que as crianças podem ser removidas da casa da família ou da área em que vivem, ou pode-se trabalhar para tornar mais difícil para as pessoas abusarem sexualmente de crianças.
A austeridade levou a cortes no policiamento. A polícia não tem recursos para investigar satisfatoriamente possíveis delitos ou para salvaguardar potenciais vítimas. Nazir Afzal (ex-líder do Crown Prosecution Service sobre abuso sexual infantil e violência contra mulheres e meninas) disse: "A austeridade veio na hora errada. Quando finalmente as vozes estão sendo ouvidas, finalmente as autoridades estão começando a fazer seu trabalho corretamente e finalmente o setor de ONGs está sendo ouvido, não há dinheiro para circular. Eles estão fazendo isso com uma mão atrás das costas. Como consequência, claramente as pessoas não terão justiça".
Nazir Afzal também está preocupado com o fato de haver poucos processos contra gangues de aliciamento no sul da Inglaterra, Afzal teme que as pessoas no sul não estejam procurando o suficiente. Afzal disse: "As percepções são de que as cidades do norte e as Midlands têm um controle melhor sobre isso, mas Londres, o sudeste e o sudoeste realmente não estão focando nisso e alegando que não têm problemas. (. . . ) Quase não houve casos ao sul de Birmingham. O que diabos está acontecendo? É porque não há problema? Eu não aceito isso de jeito nenhum. É porque não é uma prioridade? Espero que não seja verdade. Eu acho que é aquela coisa de não virar uma pedra."